# ジョナサン・エリアス
ジョナサン・エリアス（Jonathan Elias、1956年 - ）は、アメリカの作曲家、音楽プロデューサー、ミュージシャンであり、映画のサウンドトラックや、いくつかのポップやロック作品のプロデュース、受賞歴のある広告音楽で最もよく知られている。

## 背景
エリアスは1956年にニューヨークで生まれた。6歳でピアノを弾き始め、ブロードウェイ・ミュージカルの一部に触発されて、12歳で自分の音楽を作曲していた。ロック音楽を好んでいたが、クラシック音楽のバルトーク・ベーラ、イーゴリ・ストラヴィンスキー、セルゲイ・ラフマニノフも賞賛していた。
彼はクラシックの作曲家兼指揮者になることを目指してイーストマン音楽学校に通い、1976年にバーモント州のベニントン大学に通った。在学中、さまざまな映画（特筆すべきは『エイリアン』）の予告編の音楽をつくることで最初の経験を積み、後に『ブレードランナー』『ガンジー』『バック・トゥ・ザ・フューチャー』の予告編におけるスコアを担当した。その後も、『チルドレン・オブ・ザ・コーン』に始まり、『ハイスクール・ファイター』『ペアレンツ』『チャーリー』などを含む、数多くの映画のサウンドトラックに取り組み続けた。

## 1980年代
彼とその兄弟であるスコット・エリアスは、1980年に音楽と広告の会社、エリアス・アソシエイツ（後にエリアス・アーツとなる）を設立した。同社は、MTVの番組冒頭に流れるブランド・イメージとして使用された「月面着陸」のテーマ、コロンビア ピクチャーズのロゴ・テーマ、有名なYahoo!ヨーデル、そしてジョーバン・ムスクの「What is Sexy?」コマーシャル（エイドリアン・ライン監督）のバックに流れるギターのテーマなど、数々の特筆すべき成功を手にした。
1980年代初頭に（ジェームズ・ボンドのサウンドトラックで有名な）ジョン・バリーと出会い、『白と黒のナイフ』や『007 美しき獲物たち』などいくつかの映画サウンドトラックで彼と一緒に働くようになった。エリアスがポップ・グループのデュラン・デュランのメンバーと出会い、友達になったのは、1985年の『007 美しき獲物たち』のセッションであった（彼らは映画のタイトル曲を演奏した）。
その翌年、映画『ナインハーフ』のサウンドトラックに取り組んでいる間、エリアスはデュラン・デュランのベーシストであるジョン・テイラーとシングル「I Do What I Do」を共同で作曲した。ジョン・テイラーにとっては、最初のソロ活動であった。この曲は、全英シングルチャートで42位、アメリカのBillboard Hot 100で23位にランクインした。エリアスとテイラーはまた、シングルのB面でリリースされたメランコリックなピアノ・インストゥルメンタル曲「Jazz」を共同作曲および共同プロデュースした。エリアスとテイラーは、その年にアルバムに相応しい追加の未発表素材を共同で書き続け、最終的にはテイラーと連名で発表された1999年のアルバム『Résumé』に収められた。
その後、エリアスはグレイス・ジョーンズのアルバムをプロデュースし、デュラン・デュランの1988年のアルバム『ビッグ・シング』を（ダニエル・エイブラハムと）共同でプロデュースした。また、デュラン・デュランの1995年のアルバム『サンキュー』でモーグ・シンセサイザーを演奏するために戻ってきた。
1989年、エリアスはデュラン・デュランのラインナップを、自身最初のソロ・アルバム『レクイエム・フォー・ジ・アメリカス』に採用した。デュラン・デュラン・メンバーのアルバムへの貢献の中で最も有名なのは、ボーカリストのサイモン・ル・ボンによるソロ・トラック「Follow In My Footsteps」で、バックアップ・ボーカルにバングルスのボーカリストのスザンナ・ホフスも参加した。ジョン・テイラーは「The Chant Movement」でベーシストとして演奏し、他のデュランのメンバーはさまざまなトラックにインストゥルメンタル・タッチを加えた。アルバムに参加した他のボーカリストには、グレイス・ジョーンズ、トニ・チャイルズ、マイケル・ボルトン、パティ・スキャルファ、ジョン・アンダーソンがいた。

## 1990年代 - 2000年代
その後、エリアスは1991年のアルバム『結晶』でイエスと協力した。ほとんどのバンド・メンバーがお互いに話し合うこともなくバラバラな作業環境と、外部ミュージシャンの関与（これにより作品を完成させることができた）によって、アルバムは統一感をなくし、批評家やファンからは人気を得ることができなかった。エリアスはしばしばアルバムの失敗を非難されることとなった。
1992年、エリアスはカリフォルニアに移り、映画やロック・ミュージックから広告へと焦点を移した。彼の会社であるエリアス・アーツは、ナイキの「Move」のテーマでエミー賞を受賞し、フォード、GM、日産、アウディ、インフィニティ、メルセデス、AT&T、NASDAQ、IBM、Apple、ソニー、リーバイス、アディダスなどトップ企業の仕事で、数十に及ぶクリオ賞やその他の広告賞を獲得している。
1992年から1993年にかけて、彼は1993年の映画『ラスト・アクション・ヒーロー』で最初に使われた1993年のコロンビア・ピクチャーズのロゴにおけるファンファーレを作曲し、現在も使用されている。
エリアスは1999年に別のソロ・プロジェクトによるアルバム『プレイヤー・サイクル』をリリースした。これは、12の言語（ヘブライ語、ラテン語、スワヒリ語、ウルドゥー語を含む）による、9部構成の現代合唱交響曲である。このアルバムのボーカリストには、アラニス・モリセット、リンダ・ロンシュタット、ジェームス・テイラー、オフラ・ハザ、ヌスラト・ファテー・アリー・ハーン、サリフ・ケイタ、チベットのユンチェン・ラモが含まれている。
2004年には、ピアノと弦楽四重奏の作曲と、エミルー・ハリス、クリス・クリストファーソン、マーティ・スチュアート、ロザンヌ・キャッシュ、ジョニー・キャッシュ（彼の遺作となる録音作品の1つ）によるスポークン・ワードの演奏を組み合わせた作品『American River』をリリースした。『American River』は、その年のベスト・ニューエイジ・アルバムでグラミー賞にノミネートされた。
彼はまた、2004年のソロ・アルバム『ザ・フューチャリスト』や、主演映画『歌う大捜査線』のサウンドトラックで、ロバート・ダウニー・ジュニアとコラボレーションした。2008年の時点で、彼が関わった最新の映画作品は、共同作曲家としてジミー・ホーン、デヴィッド・ウィットマン、ナサニエル・モーガン、ティム・デイヴィーズの助けを借りた、『シティ・オブ・ドッグス』（2006年）と『レジェンド・オブ・ウォーリアー 反逆の勇者』（2007年）がある。
彼の最新アルバムは、2011年にリリースされた『Prayer Cycle: Path to Zero』である。ここでのゲスト・ボーカリストには、スティング、サリフ・ケイタ、ラハット・ファテ・アリ・ハーン、コーンのジョナサン・デイヴィス、ジョン・アンダーソン、トゥルーディー・スタイラー、アンジェリーク・キジョー、リチャード・ボナ、ユンチェン・ラモ、ダダワ、ロバート・ダウニー・ジュニア、シネイド・オコナー、サージ・タンキアン、アレックス・エバート、そしてアーカイブ録音を通じてジム・モリソンが含まれている。

## ディスコグラフィ

### ソロ・アルバム
- 『レクイエム・フォー・ジ・アメリカス』 - Requiem for the Americas: Songs from the Lost World (1990年)
- 『プレイヤー・サイクル』 - The Prayer Cycle (1999年、Sony Classical)
- American River (2004年、Decca)
- Prayer Cycle: Path to Zero (2011年、Across the Universe)

### 音楽プロデューサーとして手掛けたアルバム
- デュラン・デュラン : 『ビッグ・シング』 - Big Thing (1988年)
- Gutterboy : Gutterboy (1990年)
- グレイス・ジョーンズ : 『バレットプルーフ・ハート』 - Bulletproof Heart (1989年)
- イエス : 『結晶』 - Union (1991年)
- ロバート・ダウニー・ジュニア : 『ザ・フューチャリスト』 - The Futurist (2004年)

### 映画及びテレビ・スコア
- 『チルドレン・オブ・ザ・コーン』 - Children of the Corn (1984年)
- 『ハイスクール・ファイター』 - Tuff Turf (1985年)
- 『陽気にフリンやろう!』 - Almost You (1985年)
- 『白と黒のナイフ』 - Jagged Edge (1985年) ※シンセサイザー・プログラミングのみ
- 『ヴァンプ』 - Vamp (1986年)
- 『ナインハーフ』 - 9½ Weeks (1986年) ※タイトル曲のみ
- 『トゥー・ムーン』 - Two Moon Junction (1988年)
- 『シェイクダウン』 - Shakedown (1988年)
- 『ペアレンツ』 - Parents (1989年)
- 『ネバダ・ミステリー/静けさは危険な香り』 - Far From Home (1989年)
- Rude Awakening (1989年)
- Forced March (1989年)
- 『チャーリー』 - Chaplin (1992年) ※タイトル曲のみ
- 『ハート・オブ・ジャスティス』 - The Heart of Justice (1992年)
- 『モーニング・グローリー 輝ける朝』 - Morning Glory (1993年)
- 『真夜中のミゼットデビル』 - Leprechaun 2 (1994年)
- 『ストリート・リベンジャー』 - Jailbait (1994年)
- Recon (1996年)
- The Century: America's Time (1999年) ※テレビ・ミニシリーズ
- 『インビジブル・マン』 - The Invisible Man (2000年) ※テレビ・シリーズ
- 『シティ・オブ・ドッグス』 - A Guide to Recognizing Your Saints (2006年)
- Second Generation (2006年) ※テレビ広告
- 『レジェンド・オブ・ウォーリアー 反逆の勇者』 - Pathfinder (2007年)
- 『アルティメット・ファイター』 - Fighting (2009年)
- 『スティーヴン・キング トウモロコシ畑の子供たち』 - Children of the Corn (2009年) ※テレビ・ムービー
- 『陰謀の代償 N.Y.コンフィデンシャル』 - The Son of No One (2011年)